# Banisteriopsis basifixa
Banisteriopsis basifixa är en tvåhjärtbladig växtart som beskrevs av B. Gates. Banisteriopsis basifixa ingår i släktet Banisteriopsis och familjen Malpighiaceae. Inga underarter finns listade i Catalogue of Life.